# Italská fotbalová reprezentace do 21 let
Italská fotbalová reprezentace do 21 let (italsky: Nazionale italiana di calcio Under-21) je mužský fotbalový reprezentační výběr do 21 let z italské fotbalové federace která reprezentuje Itálii na Mistrovství Evropy ve fotbale hráčů do 21 let, kterou vyhrál 5 krát (1992, 1994, 1996, 2000, 2004).

## Fotbalisté národního týmu

### Rekordy fotbalistů
| Celkový počet zápasů | Celkový počet zápasů | Celkový počet zápasů | Celkový počet zápasů | Celkový počet zápasů |  | Celkový počet branek | Celkový počet branek | Celkový počet branek | Celkový počet branek | Celkový počet branek | Celkový počet branek |
| Pořadí               | Jméno                | Období               | Zápasy               | Branky               |  | Pořadí               | Jméno                | Období               | Branky               | Zápasy               |                      |
| 1.                   | Andrea Pirlo         | 1998-2002            | 37                   | 15                   |  | 1.                   | Alberto Gilardino    | 2000-2004            | 15                   | 24                   |                      |
| 2.                   | Francesco Bardi      | 2011-2015            | 37                   | 0                    |  | 2.                   | Andrea Pirlo         | 1998-2002            | 15                   | 37                   |                      |
| 3.                   | Marco Motta          | 2005-2009            | 36                   | 1                    |  | 3.                   | Manolo Gabbiadini    | 2010-2013            | 12                   | 24                   |                      |
| 4.                   | Matteo Brighi        | 2000-2004            | 35                   | 2                    |  | 4.                   | Massimo Maccarone    | 2000-2002            | 11                   | 15                   |                      |
| 5.                   | Luca Marrone         | 2009-2013            | 32                   | 1                    |  | 5.                   | Gianluca Vialli      | 1983-1986            | 11                   | 20                   |                      |
| 6.                   | Alessandro Rosina    | 2004-2007            | 31                   | 4                    |  | 6.                   | Patrick Cutrone      | 2017-2021            | 11                   | 25                   |                      |
| 7.                   | Luca Caldirola       | 2010-2013            | 31                   | 1                    |  | 7.                   | Cristiano Lucarelli  | 1996-1997            | 10                   | 10                   |                      |
| 8.                   | Eugenio Corini       | 1988-1993            | 29                   | 1                    |  | 8.                   | Robert Acquafresca   | 2007-2009            | 10                   | 16                   |                      |
| 9.                   | Daniele Bonera       | 2001-2004            | 29                   | 0                    |  | 9.                   | Christian Vieri      | 1992-1996            | 10                   | 19                   |                      |

## Trenéři
- 1976-1986 Azeglio Vicini
- 1986-1996 Cesare Maldini
- 1996-1997 Rossano Giampaglia
- 1997-2000 Marco Tardelli
- 2000-2006 Claudio Gentile
- 2006-2010 Pierluigi Casiraghi
- 2010-2012 Ciro Ferrara
- 2012-2013 Devis Mangia
- 2013-2019 Luigi Di Biagio
- 2019-2023 Paolo Nicolato
- 2023- Carmine Nunziata

## Medailové umístění
- Mistrovství Evropy do 21 let

 1992, 1994, 1996, 2000, 2004
 1986, 2013
 1984, 1990, 2002, 2009, 2017

## Odehrané turnaje
| 1978 | -                   | Čtvrtfinále                          | - | Azeglio Vicini      |
| 1980 | -                   | Čtvrtfinále                          | - | Azeglio Vicini      |
| 1982 | -                   | Čtvrtfinále                          | - | Azeglio Vicini      |
| 1982 | -                   | Bronzová medaile                     | - | Azeglio Vicini      |
| 1984 | -                   | Stříbrná medaile                     | - | Azeglio Vicini      |
| 1986 | -                   | Čtvrtfinále                          | - | Cesare Maldini      |
| 1990 | -                   | Bronzová medaile                     | - | Cesare Maldini      |
| 1992 | -                   | Zlatá medaile                        | - | Cesare Maldini      |
| 1994 | Francie             | Zlatá medaile                        | - | Cesare Maldini      |
| 1996 | Španělsko           | Zlatá medaile                        | - | Cesare Maldini      |
| 2000 | Slovensko           | Zlatá medaile                        | - | Marco Tardelli      |
| 2002 | Švýcarsko           | Bronzová medaile                     | - | Claudio Gentile     |
| 2004 | Německo             | Zlatá medaile                        | - | Claudio Gentile     |
| 2006 | Portugalsko         | 3. místo ve skupině B (nepostoupili) | - | Claudio Gentile     |
| 2007 | Nizozemsko          | 3. místo ve skupině B (nepostoupili) | - | Pierluigi Casiraghi |
| 2009 | Švédsko             | Bronzová medaile                     | - | Pierluigi Casiraghi |
| 2013 | Izrael              | Stříbrná medaile                     | - | Devis Mangia        |
| 2015 | Česko               | 3. místo ve skupině B (nepostoupili) | - | Luigi Di Biagio     |
| 2017 | Polsko              | Bronzová medaile                     | - | Luigi Di Biagio     |
| 2019 | Itálie              | 2. místo ve skupině A (nepostoupili) | - | Luigi Di Biagio     |
| 2021 | Maďarsko/ Slovinsko | Čtvrtfinále                          | - | Paolo Nicolato      |
| 2023 | Rumunsko/ Gruzie    | 3. místo ve skupině D (nepostoupili) | - | Paolo Nicolato      |

## Organizační tým

### Realizační tým
| Post              | Jméno                           |
| ----------------- | ------------------------------- |
| Hlavní trenér     | Carmine Nunziata                |
| Vedoucí týmu      | Massimo Paganin                 |
| Asistenti trenéra | neobsazeno                      |
| Trenér brankářů   | Gianmatteo Mareggini            |
| Sportovní trenér  | Vincenzo Pincolini              |
| Analytik          | Francesco Bordin                |
| Fyzioterapeut     | Emiliano Bozzetti, Nicola Sanna |

### Soupisky na turnajích

#### Mistrovství Evropy do 21 let
1978

B: Giovanni Galli, Claudio Tarocco - O: Antonio Cabrini, Nazzareno Canuti, Fulvio Collovati, Roberto Galbiati, Moreno Ferrario, Giuseppe Baresi, Franco Ogliari - Z: Andrea Agostinelli, Lionello Manfredonia, Agostino Di Bartolomei, Patrizio Sala, Roberto Tavola, Salvatore Bagni - Ú: Stefano Chiodi, Pierino Fanna, Bruno Giordano, Paolo Rossi - T: Azeglio Vicini
1980

B: Giovanni Galli, Astutillo Malgioglio - O: Franco Baresi, Moreno Ferrario, Roberto Galbiati, Giovanni Guerrini, Carlo Osti, Daniele Tacconi, Mauro Tassotti - Z: Carlo Ancelotti, Giuseppe Baresi, Paolo Giovannelli, Danilo Pileggi, Luigi Sacchetti - Ú: Alessandro Altobelli, Salvatore Bagni, Pierino Fanna, Marco Nicoletti, Guido Ugolotti - T: Azeglio Vicini
1982

B: Michelangelo Rampulla, Giuseppe Zinetti - O: Franco Baresi, Sergio Battistini, Giuseppe Bergomi, Dario Bonetti, Renzo Contratto, Sebastiano Nela, Celeste Pin, Mauro Tassotti - Z: Paolo Benedetti, Massimo Bonini, Costanzo Celestini, Francesco Romano - Ú: Edi Bivi, Carlo Borghi, Giuseppe Galderisi, Daniele Massaro, Massimo Mauro, Pietro Paolo Virdis - T: Azeglio Vicini
1984 

B: Giulio Drago, Michelangelo Rampulla - O: Sergio Battistini, Giuseppe Bergomi, Dario Bonetti, Nicola Caricola, Giuseppe Dossena, Riccardo Ferri, Filippo Galli, Roberto Galia, Andrea Icardi, Fausto Pari, Celeste Pin, Alessandro Renica, Ubaldo Righetti - Z: Alberico Evani, Gianluigi Galbagini, Massimo Mauro, Beniamino Vignola - Ú: Giuseppe Galderisi, Roberto Mancini, Daniele Massaro, Paolo Monelli, Gianluca Vialli - T: Azeglio Vicini
1986 

B: Fabrizio Lorieri, Walter Zenga - O: Marco Baroni, Antonio Carannante, Stefano Carobbi, Roberto Cravero, Riccardo Ferri, Massimo Filardi, Giovanni Francini, Paolo Maldini, Domenico Progna - Z: Nicola Berti, Fernando De Napoli, Stefano Desideri, Roberto Donadoni, Giuseppe Giannini, Giuseppe Iachini, Gianfranco Matteoli, Roberto Policano - Ú: Paolo Baldieri, Stefano Borgonovo, Antonio Comi, Roberto Mancini, Gianluca Vialli - T: Azeglio Vicini
1988

B: Giuseppe Gatta, Alessandro Nista - O: Enrico Annoni, Silvano Benedetti, Massimo Brambati, Alessandro Costacurta, Settimio Lucci, Paolo Maldini - Z: Nicola Berti, Massimo Ciocci, Massimo Crippa, Enrico Cucchi, Egidio Notaristefano, Francesco Zanoncelli - Ú: Ruggiero Rizzitelli, Lorenzo Scarafoni - T: Cesare Maldini
1990 

B: Francesco Antonioli, Valerio Fiori, Angelo Peruzzi - O: Silvano Benedetti, Alessandro Costacurta, Roberto Cravero, Luigi Garzya, Marco Lanna, Stefano Rossini - Z: Angelo Carbone, Paolo Di Canio, Diego Fuser, Gianluigi Lentini, Giovanni Piacentini, Stefano Salvatori, Giovanni Stroppa, Giorgio Venturin, Francesco Zanoncelli - Ú: Giorgio Bresciani, Renato Buso, Pierluigi Casiraghi, Marco Simone - T: Cesare Maldini
1992 

B: Francesco Antonioli, Angelo Peruzzi - O: Mauro Bonomi, Giuseppe Favalli, Luca Luzardi, Alberto Malusci, Salvatore Matrecano, Stefano Rossini, Mirko Taccola, Rufo Emiliano Verga, Matteo Villa - Z: Demetrio Albertini, Dino Baggio, Eugenio Corini, Dario Marcolin, Massimo Orlando, Gianluca Sordo - Ú: Mauro Bertarelli, Renato Buso, Alessandro Melli, Roberto Muzzi - T: Cesare Maldini
1994 

B: Francesco Toldo, Stefano Visi - O: Fabio Cannavaro, Francesco Colonnese, Daniele Delli Carri, Fabio Galante, Paolo Negro, Christian Panucci, Emanuele Tresoldi - Z: Daniele Berretta, Emiliano Bigica, Gianluca Cherubini, Dario Marcolin, Fabio Rossitto, Alessio Scarchilli, Pierluigi Orlandini - Ú: Benito Carbone, Filippo Inzaghi, Roberto Muzzi, Christian Vieri - T: Cesare Maldini
1996 

B: Angelo Pagotto, Gianluigi Buffon - O: Fabio Cannavaro, Fabio Galante, Salvatore Fresi, Alessandro Nesta, Christian Panucci, Alessandro Pistone, Luigi Sartor - Z: Raffaele Ametrano, Massimo Brambilla, Fabio Pecchia, Alessio Tacchinardi, Damiano Tommasi - Ú: Nicola Amoruso, Marco Delvecchio, Domenico Morfeo, Francesco Totti - T: Cesare Maldini
2000 

B: Christian Abbiati, Morgan De Sanctis - O: Bruno Cirillo, Francesco Coco, Matteo Ferrari, Alessandro Grandoni, Luca Mezzano, Claudio Rivalta, Marco Zanchi - Z: Roberto Baronio, Fabio Firmani, Gennaro Gattuso, Simone Perrotta, Andrea Pirlo, Marco Rossi, Ighli Vannucchi, Cristiano Zanetti - Ú: Gianni Comandini, Nicola Ventola, Gionatha Spinesi - T: Marco Tardelli
2002 

B: Ivan Pelizzoli, Generoso Rossi, Vitangelo Spadavecchia - O: Gianpaolo Bellini, Daniele Bonera, Paolo Cannavaro, Paolo Castellini, Dario Dainelli, Matteo Ferrari, Stefano Lucchini, Cesare Natali - Z: Manuele Blasi, Matteo Brighi, Massimo Donati, Fabio Gatti, Marco Marchionni, Giampiero Pinzi, Andrea Pirlo - Ú: Emiliano Bonazzoli, Andrea Caracciolo, Vincenzo Iaquinta, Massimo Maccarone - T: Claudio Gentile
2004 

B: Federico Agliardi, Marco Amelia, Carlo Zotti - O: Andrea Barzagli, Daniele Bonera, Cesare Bovo,Alessandro Gamberini, Emiliano Moretti, Alessandro Potenza, Cristian Zaccardo - Z: Matteo Brighi, Gaetano D'Agostino, Daniele De Rossi, Simone Del Nero, Marco Donadel, Giandomenico Mesto, Angelo Palombo, Giampiero Pinzi, Alessandro Rosina - Ú: Andrea Caracciolo, Alberto Gilardino, Giuseppe Sculli - T: Claudio Gentile
2006

B: Federico Agliardi, Antonio Mirante, Gianluca Curci - O: Cesare Bovo, Michele Canini, Giorgio Chiellini, Andrea Coda, Damiano Ferronetti, Andrea Mantovani, Alessandro Potenza, Giuseppe Scurto - Z: Davide Biondini, Marino Defendi, Marco Donadel, Pasquale Foggia, Riccardo Montolivo, Simone Pepe, Alessandro Rosina, Paolo Sammarco - Ú: Rolando Bianchi, Raffaele Palladino, Giampaolo Pazzini - T: Claudio Gentile
2007

B: Andrea Consigli, Gianluca Curci, Emiliano Viviano - O: Marco Andreolli, Michele Canini, Giorgio Chiellini, Andrea Coda, Domenico Criscito, Andrea Mantovani, Marco Motta, Andrea Raggi - Z: Alberto Aquilani, Daniele Dessena, Luca Cigarini, Andrea Lazzari, Riccardo Montolivo, Antonio Nocerino, Simone Padoin, Alessandro Rosina - Ú: Raffaele Palladino, Giampaolo Pazzini, Graziano Pellè, Giuseppe Rossi - T: Pierluigi Casiraghi
2009 

B: Andrea Consigli, Andrea Seculin, Salvatore Sirigu - O: Marco Andreolli, Salvatore Bocchetti, Domenico Criscito, Paolo De Ceglie, Lino Marzorati, Marco Motta, Francesco Pisano, Andrea Ranocchia - Z: Ignazio Abate, Antonio Candreva, Alessio Cerci, Luca Cigarini, Daniele Dessena, Claudio Marchisio, Piermario Morosini, Andrea Poli –  Ú: Robert Acquafresca, Mario Balotelli, Sebastian Giovinco, Alberto Paloschi - T: Pierluigi Casiraghi
2013 

B: Francesco Bardi, Nicola Leali, Simone Colombi - O: Cristiano Biraghi, Matteo Bianchetti, Luca Caldirola, Marco Capuano, Giulio Donati, Vasco Regini - Z: Andrea Bertolacci, Marco Crimi, Alessandro Florenzi, Lorenzo Insigne, Luca Marrone, Fausto Rossi, Riccardo Saponara, Marco Verratti –  Ú: Fabio Borini, Mattia Destro, Manolo Gabbiadini, Ciro Immobile, Alberto Paloschi, Nicola Sansone - T: Devis Mangia
2015

B: Francesco Bardi, Marco Sportiello, Nicola Leali - O: Federico Barba, Cristiano Biraghi, Matteo Bianchetti, Armando Izzo, Alessio Romagnoli, Daniele Rugani, Stefano Sabelli, Davide Zappacosta - Z: Daniele Baselli, Cristian Battocchio, Marco Benassi, Danilo Cataldi, Lorenzo Crisetig, Stefano Sturaro, Federico Viviani –  Ú: Andrea Belotti, Domenico Berardi, Federico Bernardeschi, Marcello Trotta, Simone Verdi - T: Luigi Di Biagio
2017 

B: Alessio Cragno, Gianluigi Donnarumma, Simone Scuffet - O: Antonio Barreca, Davide Biraschi, Davide Calabria, Mattia Caldara, Andrea Conti, Alex Ferrari, Daniele Rugani, Giuseppe Pezzella - Z: Marco Benassi, Danilo Cataldi, Roberto Gagliardini, Alberto Grassi, Manuel Locatelli, Lorenzo Pellegrini –  Ú: Domenico Berardi, Federico Bernardeschi, Alberto Cerri, Federico Chiesa, Luca Garritano, Andrea Petagna - T: Luigi Di Biagio
2019

B: Emil Audero, Alex Meret, Lorenzo Montipò - O: Claud Adjapong, Alessandro Bastoni, Kevin Bonifazi, Arturo Calabresi, Federico Dimarco, Gianluca Mancini, Giuseppe Pezzella, Filippo Romagna - Z: Nicolò Barella, Rolando Mandragora, Alessandro Murgia, Manuel Locatelli, Lorenzo Pellegrini, Sandro Tonali, Nicolò Zaniolo –  Ú: Federico Bonazzoli, Federico Chiesa, Patrick Cutrone, Moise Kean, Riccardo Orsolini - T: Luigi Di Biagio
2021

B: Marco Carnesecchi, Michele Cerofolini, Alessandro Plizzari - O: Raoul Bellanova, Pietro Beruatto, Enrico Del Prato, Gianluca Frabotta, Matteo Gabbia, Matteo Lovato, Riccardo Marchizza, Lorenzo Pirola, Luca Ranieri, Marco Sala, Alessandro Vogliacco, Gabriele Zappa - Z: Davide Frattesi, Giulio Maggiore, Youssef Maleh, Tommaso Pobega, Samuele Ricci, Nicolò Rovella, Sandro Tonali –  Ú: Lorenzo Colombo, Patrick Cutrone, Andrea Pinamonti, Giacomo Raspadori, Gianluca Scamacca, Riccardo Sottil - T: Paolo Nicolato
2023

B: Elia Caprile, Marco Carnesecchi, Stefano Turati - O: Raoul Bellanova, Andrea Cambiaso, Giorgio Cittadini, Matteo Lovato, Caleb Okoli, Lorenzo Pirola, Fabiano Parisi, Giorgio Scalvini, Destiny Udogie - Z: Edoardo Bove, Salvatore Esposito, Fabio Miretti, Samuele Ricci, Nicolò Rovella, Sandro Tonali –  Ú: Nicolò Cambiaghi, Matteo Cancellieri, Lorenzo Colombo, Wilfried Gnonto, Pietro Pellegri - T: Paolo Nicolato
2025

B: Sebastiano Desplanches, Jacopo Sassi, Gioele Zacchi - O: Diego Coppola, Daniele Ghilardi, Gabriele Guarino, Michael Kayode, Lorenzo Pirola, Matteo Ruggeri, Riccardo Turicchia, Mattia Zanotti - Z: Alessandro Bianco, Cesare Casadei, Issa Doumbia, Giovanni Fabbian, Jacopo Fazzini, Cher Ndour, Niccolò Pisilli, Matteo Prati –  Ú: Giuseppe Ambrosino, Tommaso Baldanzi, Wilfried Gnonto, Luca Koleosho - T: Carmine Nunziata